# Shelley Parker-Chan
Œuvres principales
Celle qui devint le soleil (en)
Celui qui noya le monde (en)
Shelley Parker-Chan est une personnalité non-binaire australienne surtout connue pour son premier roman, Celle qui devint le soleil (en) et sa suite, Celui qui noya le monde (en), qui forment la duologie de l'Empereur radieux.

## Biographie

### Jeunesse et carrière
Parker-Chan naît en Nouvelle-Zélande d'une mère malaisienne-chinoise et d'un père blanc. Élevé en Australie, Parker-Chan se sent déconnecté de son identité raciale et de la représentation stéréotypée des personnages asiatiques dans la fiction. Chan explique dans une interview : « J'ai été élevé par un parent tigre dans un quartier d'Adélaïde avec une importante population chinoise, malaisienne et chinoise du sud-est asiatique. J'étais un enfant boursier et j'allais dans une école privée chic où mes pairs étaient tous des enfants de médecins et d'avocats, et on m'a poussé à devenir également médecin ou avocat et à obtenir de bons résultats. J'ai donc le sentiment d'avoir grandi dans une classe moyenne asiatique de deuxième génération très classique, mais je n'étais certainement pas perçu comme asiatique. »
Shelley Parker-Chan fait des études supérieures sur les crimes de guerre et la justice réparatrice, et travaille comme diplomate, représentant le ministère australien des Affaires étrangères et du Commerce au Timor-Leste, et comme conseiller en développement international pour l'égalité des sexes et les droits LGBTQ en Indonésie, avant de se tourner vers l'écriture. Son intérêt pour l'écriture de romans commence avec des fanfictions romantiques et un désir d'une meilleure représentation queer dans la littérature.
En 2021, Mantle Books publie Celle qui devint le soleil, qui devient un best-seller numéro 1 du Sunday Times, remporte plusieurs prix et est traduit en 15 langues. Il est suivi en 2023 par Celui qui noya le monde, qui conclut la duologie de l'Empereur Radieux.

### Vie personnelle
Shelley Parker-Chan utilise le pronom they singulier (qu'on peut traduire en français par iel), est queer et genderqueer,, et doit son nom au poète romantique Percy Bysshe Shelley. Marié et parent d'une fille, l'écrivain vit en 2023 à Melbourne,.

## Récompenses
Parker-Chan remporte le prix Astounding Award 2022 du meilleur nouvel écrivain et le British Fantasy Award (le prix Robert Holdstock du meilleur roman fantastique et le prix Sydney J. Bounds du meilleur nouveau venu).

## Œuvres

### La duologie de l'Empereur Radieux
- (en) She Who Became the Sun, Pan, 2021 (ISBN 978-1529043402)Publié en français sous le titre Celle qui devint le soleil, traduit par Louise Malagoli, Paris, Bragelonne, coll. « Fantasy », 2022,  (ISBN 979-10-281-1399-5)
- (en) He Who Drowned the World, Pan, 2023 (ISBN 978-1529043457)Publié en français sous le titre Celui qui noya le monde, traduit par Louise Malagoli, Paris, Bragelonne, coll. « Fantasy », 2024,  (ISBN 979-10-281-1579-1)